# مراجل الباذغيسية
مَراجِل بنتُ أُسْتاذ سِيس (150 - ربيع الأوَّل 170 هـ / 767 - سَبْتَمْبَر 786 م) هي جاريةٌ باذْغِيسيَّة خُراسانيَّة، ويُقال أنها فارسيَّة. كانت جاريةً لدى الخليفةُ العبَّاسيُّ الخامِس هارُون الرَّشيد، وأنجبت لهُ ابنهُ عَبدَ الله المأمُون، والذي تولَّى الخِلافة (813 - 833 م).

## سيرة شخصية
تنحدر مراجِل من كُورة باذغِيس في إقليم خُراسان التَّابع للخِلافة العبَّاسيَّة، وهي ابنة رجُلٍ مجُوسِيّ يُدعى أُسْتاذ سِيس، والذي قاد ثورةً على الخِلافة العبَّاسيَّة في زمن الخليفة أبُو جَعْفَر المَنْصُور قُرابة عام 150 هـ / 767 م، إلا أن القائد العبَّاسي خازِم بن خُزَيْمة التَّمِيميُّ تمكن من قهرها والقضاء على ثورته، وذلك الحدث كان قبل تسعة عشر عامًا من ولادة المأمُون.

### إنجابها للمأمُون
اشتكى الأمير ووليُّ العَهْد الثَّاني آنذاك هارُون بن المِهْدِي إلى بعض خواصِه من أن زوجتهِ وابنة عمِّه زُبَيْدة بنت جَعْفَر لم تحمل بطفله بعد، فاقتُرح عليه أن يُشجِّع إنجابها من خلال إنجاب جواريه. دخل الرَّشيد يومًا إلى المطبخ، فرأى مراجِل، فطلبها ووصل خبر ذلك إلى زُبَيْدة من إحدى الجواري، كما وصل إليها بعد أسابيع أن مراجِل قد حبلت بطفلِها والذي عُرف لاحقًا عبد الله المأمُون، وما هي أسابيعٍ أُخرى حتى حمِلت زُبَيدة بابنها الذي عُرف لاحقًا باسم مُحَمد الأمين.

### ولادة المأمُون وخِلافة الرَّشيد
وُلد المأمُون في ليلة الجُمعة، يوم الخامِس عَشَر مِن رَبيع الأوَّل 170 - التَّاسِع عَشَر مِن رَجَب 218 هـ، في نفس الليلة من وفاة الخليفة مُوسى الهادِي، ليتولَّى هارُون الرَّشيد الخِلافة، وكان عُمرُه واحِدًا وعُشرُون عامًا. كان الرَّشيدُ آنذاك نائمًا، فجاء هَرْثَمة بن أعيُن وأقعده من نومِه، وقيل أنه يَحيى البَرْمَكِيُّ، ثم ناداه بإمرة المُؤمِنين، فقال الرَّشيد: «كم تُروِّعني! ولو سَمِع بهذا الكلام هذا الرَّجُل، لكان ذلك أكبر ذُنوبي عنده؟»، إلا أن يَحيى أنبأه بالخبر وقال: «قد مات الرَّجُل»، فجلس هارُون، وطلب منه أن يُشير عليه بالعمل، وبدأ البَرْمُكِي يذكُر لهُ ولايات الأقاليم لعددٍ من أسماء الرِّجال، فبينما هُم كذلك، إذ جاء رجُلٌ آخر يُبشِّر الخليفة هارُون الرَّشيد، بولادة ابنهِ عَبدُ الله، ثم استبشر الرَّشيد، حتى أصبح وصلَّى على أخيه الهادِي ودفنهُ بِعيساباذ، وتبدأ خِلافتهُ آنذاك. وكانت ليلةً عظيمة، حيث مات خليفة، وقام خليفة، ووُلد خليفة.

## وفاتها
لم تهنأ مراجِل برُؤية طفلِها الرَّضيع عبدُ الله، فقد بدأت في الاحتضار خلال فترة نفاسِها، ثُم توفَّت بعد أيامٍ من إنجابها لعبد الله. حزِن الخليفة الرَّشيد، حيث أن عبد الله سيعيش يتيمًا، ما زاد من عطف الرَّشيد عليه وإيثاره على إخوته، فضلًا عما رآه من المأمُون من فُطنةٍ وذكاء وحُسن رأي منذ صغره.

### فهرس الوب
1. ↑  "ص370 - كتاب موسوعة سفير للتاريخ الإسلامي - مراجل أم المأمون - المكتبة الشاملة". shamela.ws. مؤرشف من الأصل في 2023-10-05. اطلع عليه بتاريخ 2024-03-11.

### معلومات المنشورات كاملة
الكتب مرتبة حسب تاريخ النشر
- محمد مصطفى هدارة (1966)، المأمون: الخليفة العالم، القاهرة: الدار المصرية للتأليف والترجمة، OCLC:762429655، QID:Q123237917
- ابن العمراني (1999)، الإنباء في تاريخ الخلفاء، تحقيق: قاسم السامرائي (ط. 1)، القاهرة: دار الآفاق العربية، OCLC:41180859، QID:Q56367172{{استشهاد}}:  صيانة الاستشهاد: ref duplicates default (link)
- جلال الدين السيوطي (2003)، تاريخ الخلفاء (ط. 1)، بيروت: دار ابن حزم، QID:Q123424538
- ابن كثير الدمشقي (2004)، البداية والنهاية، تحقيق: أبو صهيب الكرمي (ط. 1)، لبنان: بيت الأفكار الدولية، OCLC:1014077365، QID:Q123368203
- محمد بن جرير الطبري (2004). تاريخ الأمم والملوك، تاريخ الطبري: طبعة مقدم لها بتوضيح في أسانيد الطبري وبيان المؤاخذات عليها، وصححت النسخة على أصح النسخ الموجودة، وخدمت بفهارس للآيات وفهارس للأحاديث، وفهارس للموضوعات. مراجعة: أبو صهيب الكرمي. عَمَّان: بيت الأفكار الدولية. ISBN:978-9957-21-152-3. OCLC:956977290. QID:Q123224476.
- ابن الأثير الجزري (2005)، الكامل في التاريخ، مراجعة: أبو صهيب الكرمي، عَمَّان: بيت الأفكار الدولية، OCLC:122745941، QID:Q123225171

1. ↑  "Les prairies d'or" (بالفرنسية). p. 1099. {{استشهاد ويب}}: الوسيط |مسار= غير موجود أو فارع (help)
2. ↑  ابن الأثير (2005)، ص. 828.
3. ↑  ابن العمراني (1999)، ص. 96.
4. 1 2  الطبري (2004)، ص. 1655.
5. 1 2  ابن كثير (2004)، ص. 1538.
6. ↑  السيوطي (2003)، ص. 225.
7. ↑  هدارة (1966)، ص. 27.